# The Grifters
The Grifters is een Amerikaanse misdaadfilm uit 1990. De film werd geregisseerd door Stephen Frears en is gebaseerd op een boek van Jim Thompson. De film werd geproduceerd door Martin Scorsese, die zelf in een voice-over te horen is.

## Verhaal
Lilly Dillon is een professionele oplichtster die in opdracht van een louche bookmaker geld inzet op de wedrennen om zo de winstuitkeringen per paard te beïnvloeden. Haar zoon Roy is een kleine bedrieger, die ze in acht jaar niet heeft gezien. Wanneer zijn poging om een barman te tillen mislukt, slaat deze hem in elkaar met een honkbalknuppel. Lilly vindt haar zoon zieltogend terug, en laat hem opnemen in een ziekenhuis. Hier maakt ze kennis met Roys liefje Myra, een verleidster aan wie ze onmiddellijk een hekel heeft. Door de zorgen voor haar zoon mist ze een belangrijke race. De maffioze bookmaker Bobo Justus straft haar door hand te verbranden met een sigaar.
Na Roys genezing vertrouwt Myra hem toe dat ze ook ervaring heeft in oplichting, en vraagt ze hem mee te werken in grotere zwendelpraktijken. Wanneer Roy weigert hierop in te gaan, wijt ze dit aan de invloed van diens moeder. Ze bedenkt een plan om zich te wreken op Lily.

## Rolverdeling
| Acteur             | Personage               |
| ------------------ | ----------------------- |
| Anjelica Huston    | Lilly Dillon            |
| Juliet Landau      | Jonge Lilly (onvermeld) |
| John Cusack        | Roy Dillon              |
| Annette Bening     | Myra Langtree           |
| Henry Jones        | Simms                   |
| Michael Laskin     | Irv                     |
| Eddie Jones        | Mintz                   |
| Sandy Baron        | Dokter                  |
| Gailard Sartain    | Joe                     |
| Noelle Harling     | Zuster Carol Flynn      |
| Stephen Tobolowsky | Juwelier                |
| Pat Hingle         | Bobo Justus             |
| Xander Berkeley    | Insp. Pierson           |

## Kenmerken
Het oorspronkelijke pulpverhaal van Jim Thompson werd herschreven door de schrijver Donald E. Westlake, die zich onder verschillende pseudoniemen had gespecialiseerd in kraakverhalen.
De film was de eerste Amerikaanse productie voor Stephen Frears, die er net Dangerous Liaisons op had zitten.
Bij de Academy Awards kreeg de film vier nominaties: voor de regie (Frears), het scenario (Westlake), beste vrouwelijke hoofdrol (Huston) en beste vrouwelijke bijrol (Bening).
Westlake won met zijn scenario de Edgar Allan Poe Award.